# Axiorata
Axiorata là một chi bướm đêm thuộc họ Noctuidae.